# Канневиц (Мальшвиц)

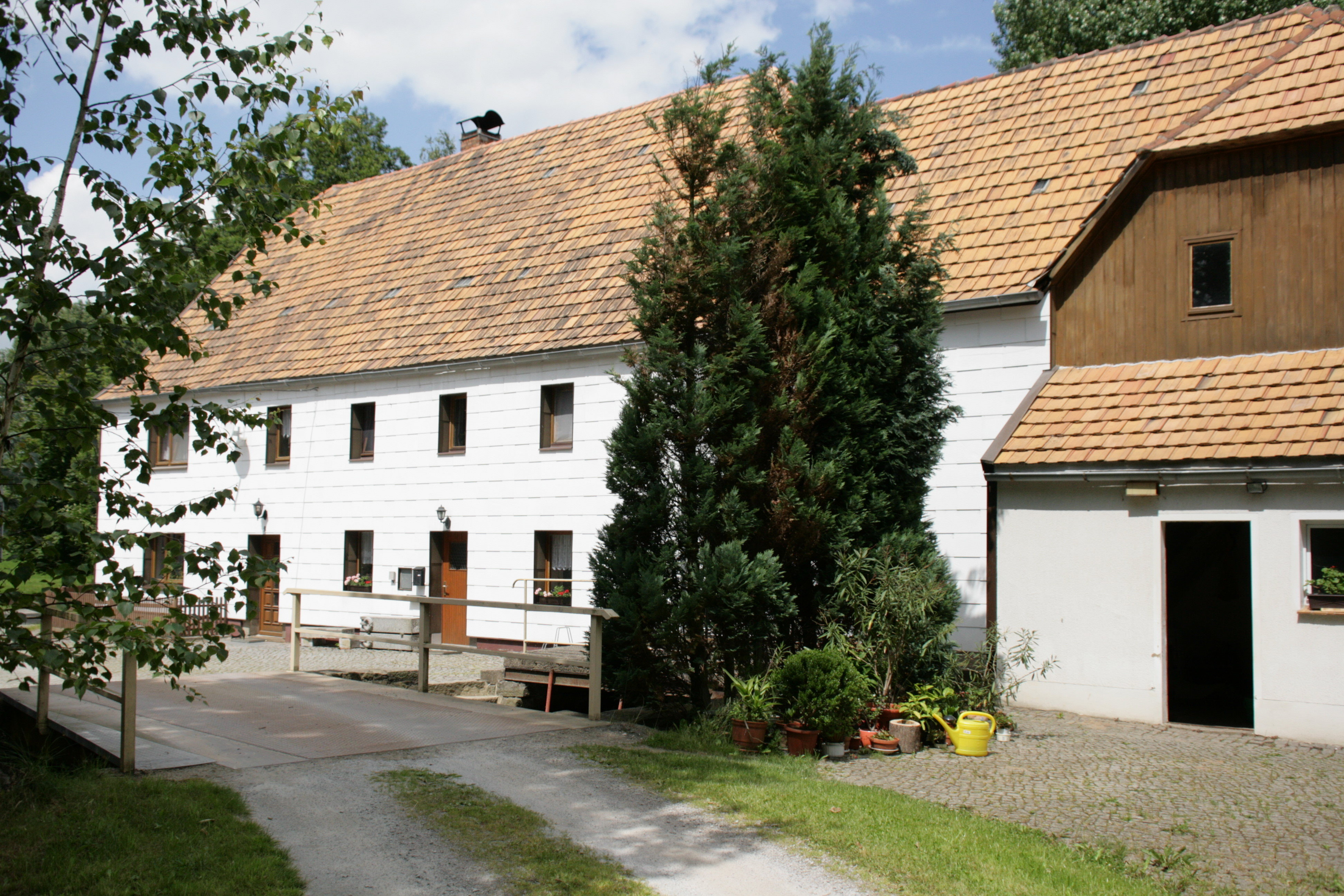

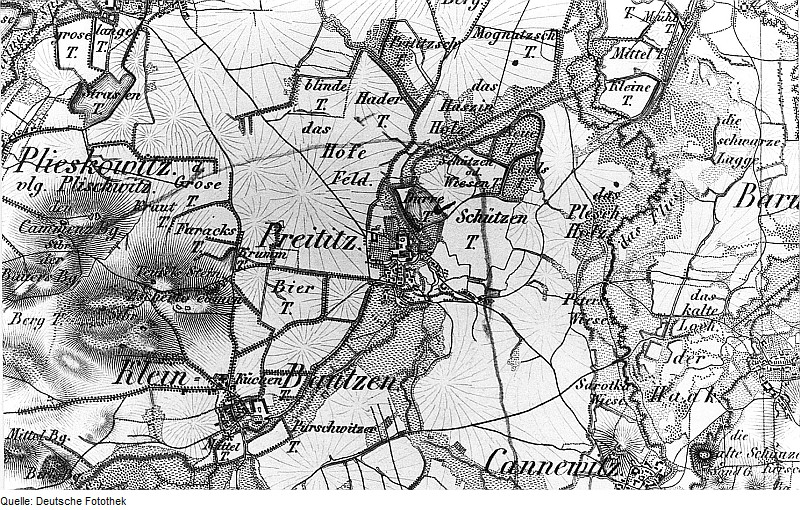
Канневиц на карте 1844 года

Ка́нневиц или Ска́нецы (нем. Cannewitz; в.-луж. Skanecyо файле) — деревня в Верхней Лужице, Германия. Входит в состав коммуны Мальшвиц района Баутцен в земле Саксония. Подчиняется административному округу Дрезден.

## География
Находится примерно в одиннадцати километрах восточнее Баутцена и в пяти километрах юго-восточнее Мальшвица. Через деревню проходит автомобильная дорога К7219, соединяющая её на севере с автомобильной дорогой А4.
Соседние населённые пункты: на северо-востоке — деревня Ракойды, на юге — деревня Бела-Гора (входит в городские границы Вайсенберга) и на северо-западе — деревня Пшивчицы.

## История
Впервые упоминается в 1368 году под наименованием Kanewicz.
С 1994 года входит в состав современной коммуны Мальшвиц.
В настоящее время деревня входит в состав культурно-территориальной автономии «Лужицкая поселенческая область», на территории которой действуют законодательные акты земель Саксонии и Бранденбурга, содействующие сохранению лужицких языков и культуры лужичан.
Исторические немецкие наименования
- Kanewicz, 1368
- Canewicz, 1390
- Canewitcz, 1472
- Canewitz, 1510
- Cannwitz, 1658
- Cannewitz, 1768

## Население
Официальным языком в населённом пункте, помимо немецкого, является также верхнелужицкий язык.
Согласно статистическому сочинению «Dodawki k statisticy a etnografiji łužickich Serbow» Арношта Муки в 1884 году в деревне проживало 120 человек (из них — 115 серболужичанина (96 %)).
| 1834 | 1871 | 1890 | 1910 | 1925 | 1939 | 1946 | 1950 | 2011 |
| ---- | ---- | ---- | ---- | ---- | ---- | ---- | ---- | ---- |
| 144  | 127  | 105  | 103  | 105  | 208  | 242  | 211  | 78   |